# Тапітака
Священні тексти буддизму — одні із перших текстів Будди.
Священні тексти буддизму існували вже в I ст. до н. е. та були написані мовою палі, якою, як вважають науковці, користувався Будда. Складаються тексти із 31 книги; вони поділені на три частини та мають назву Тріпітака, що перекладається як «Три кошики».
Вісім езотеричних книг, з первісного «Палійського канону», було втрачено: Ванна Пітака, Ангулімала Пітака, Ведалла Пітака, Гулха Віная, Гулха Вессантара, Гулха Махосадха, Раттхапала Гадджіта, Алавака Гадджіта. У результаті видатних досліджень, що проводилися в Камбоджі протягом кількох десятиліть, антрополог Франсуа Бізо було доведено існування в цій країні неортодоксальних буддистських медитаційних практик, які значною мірою були секретними, хоча їхніми учасниками були не лише члени чернечої спільноти.  Смисловий зміст текстів, що лежать в основі цієї традиції, часто виглядає туманним і є символічним, причому воно може піддаватися різноманітним інтерпретаціям.  Вони містять багато ритуальної інформації, і часто включають мантри мовою палі. Ця традиція була досить старою і передувала реформаторським рухам дев'ятнадцятого століття.
Існує також переклад фрагментів Коментарів до джатак "Історія походження бодхісати":
- Пролог[2]
- Давня епоха[3]
- Проміжна епоха[4]
- Найближча епоха[5].

Палійський варіант доступний на сайті tipitaka.org.
У відомому повному перекладі джатак англійською мовою Пролог відсутній.
Однак у передмові сказано, що Nidānakathā вже була раніше перекладена англійською мовою Ріс Девідс

## Віная-пітака (кошик дисципліни)
Він містить правила і приписи для монахів та монахинь. По суті, це статути буддійських монастирів.

## Сутта-пітака (кошик проповідей)
Він складається із проповідей, притч, прислів'їв Будди та його учнів.

## Абхідхарма-пітака (кошик найвищої доктрини)
Він містить коментарі до «Чотирьох благородних істин» (філософія буддизму), «Восьмирічного шляху» (етика буддизму) і психотехніки буддизму із метою досягнення «просвітлення» за допомогою медитації.

## Махаянська література
Написана мовою санскриту, китайською і тибетською. Вона надто численна: самі тексти (без коментарів) сягають 5000 томів. Багато положень махаянської літератури не знаходимо у превісних буддійських текстах. Це свідчить про те, що пізніші тексти буддизму відрізняються від первинних доктрин, викладених самим Буддою.
Всі ці тексти дбайливо зберігались і переписувались у найбільш відомих на той час монастирях. У 1871 році у Мандалі (Бірма) був скликаний П'ятий буддійський собор, на якому 2400 ченців — знавців канону — шляхом порівняння різних списків і перекладів створили уточнений текст Тріпітаки, який потім був вирізьблений на 729 спеціально вирізаних мармурових плитах. Для кожної плити був побудований окремий мініатюрний гостроверхий храмик. Ці храмики, які стоять стрункими рядами, склали храмовий комплекс Кутодо — ціле своєрідне храмове містечко, сховище канону.
Крім канонічної літератури буддисти вважають корисною неканонічну. Це, в основному, збірники біографій Будди або коментарі до канону.

## Див також
- Буддійські джерела
- Буддійська міфологія